# LGBT práva v Severní Makedonii

Duhová mapa Severní Makedonie

Neoficiální duhová vlajka Severní Makedonie

Lesby, gayové, bisexuálové a transsexuálové (LGBT) se v Severní Makedonii mohou setkávat s právním problémy neznámými pro ostatní spoluobčany. Mužská i ženská homosexuální aktivita je zde legální, ale domácnosti tvořené stejnopohlavními páry nemají rovný přístup ke stejné právní protekci jako páry různopohlavní.

## Zákony upravující oblast LGBT práv
Stejnopohlavní sexuální aktivita byla na tomto území trestná až do r. 1996, kdy Severní Makedonie zrušila zákony proti sodomii jako podmínku pro členství v Radě Evropy. Severní Makedonie současně uvažuje o ústavní novele zakazující stejnopohlavní manželství, pro jejíž přijetí je zapotřebí souhlasu 2/3 členů parlamentu.

### Antidiskriminační zákony
Mezi lety 2008 až 2010 byli severomakedonští LGBT lidé chráněni před diskriminací v zaměstnání. Nicméně počátkem r. 2010 v době novely antidiskriminačního zákona vymazal z něj parlament Severní Makedonie termín "sexuální orientace" . V současné době tu nejsou žádné zákony chránící LGBT občany před diskriminací a zločiny z nenávisti páchaných z důvodu jejich sexuální orientace nebo genderové identity.

## Stejnopohlavní soužití
Neexistuje zde žádný právní institut upravující soužití osob stejného pohlaví. Zákon definuje manželství jako "svazek muže a ženy".
V září 2013 neprošla ústavní novela nepřipouštějící stejnopohlavní manželství, neboť nezískala kladné stanovisko 2/3 většiny Shromáždění Republiky Makedonie. Koncem června 2014 nově zvolená politická strana opět předložila takový návrh s nadějí, že konzervativní opoziční strana DPA jí v takovém kroku podpoří.
Změna Ústavy byla nakonec 22. ledna 2015 zákonodárným sborem schválená a manželství je v Severní Makedonii ústavně zakotvené jako životní svazek výhradně mezi mužem a ženou.

## Životní podmínky
Gay scéna je v Severní Makedonii velmi málo rozvinutá. Ve Skopji existuje jen hodně málo gay-friendly podniků a barů pořádajících "gay diskotéky". Země jako taková je homofobní. Jsou známy četné případy ponižování, vyhazovů ze zaměstnání a vykazování homosexuální mládeže z domovů.

### Výzkumy
Průzkum zveřejněný v r. 2002 Centrem pro občanská a lidská práva ukázal, že více než 80 % Makedonců vidí homosexulitu jako "psychatrickou poruchu ohrožující rodinu". 65 % odpovědělo, že být gay je trestný čin, za nějž by se mělo zavírat do vězení. Mladí muži a obyvatelé větších měst vyšli jako obecně liberálnějších ve svých postojích k homosexualitě než starší lidé, ženy a venkovské obyvatelstvo.

### Organizace na ochranu LGBT práv
V zemi působí tři hlavní organizace a centra podporující činnost v oblasti LGBT práv:
LGBT Sdružení (makedonsky: ЛГБТ Јунајтед) je nejnovější organizace, která se exkluzivně zabývá ochranou LGBT práv v zemi. Zorganizovala konání prvního festivalu gay pride ve Skopji koncem června 2013 spolu s Koalicí "Sexuálních a zdravotnických práv marginalizovaných komunit". Program zahrnoval především promítání filmů s LGBT tematikou.
EGAL (makedonsky: ЕГАЛ) je nejstarší organizace pracující v problematice zdraví gayů a leseb. Je také jedním z hlavním sponzorů filmového festivalu Dzunitsa.
Koalice "Sexuálních a zdravotnických práv marginalizovaných komunit" (makedonsky: Коалиција „Сексуални и здравствени права на маргинализираните заедници“) se zčásti podílí v agendě LGBT práv a organizuje různé akce na podporu sociální rovnosti. Podílela se rovněž na organizování festivalu Skopje Pride v r. 2013.
Centrum na podporu LGBTI – (makedonsky: ЛГБТИ Центар за поддршка) je dceřinou organizací Helsinského výboru pro lidská práva Republiky Makedonie se sídlem ve Skopji pracující na změně právního a sociálního statu LGBT a intersexuálních lidí v Severní Makedonii.

### Zpráva ohledně dodržování lidských práv pro rok 2012
Podle zprávy Spojených států amerických ohledně dodržování lidských práv v Severní Makedonii z r. 2012 zdejší LGBT komunita čelí předsudkům a harašmentu ze strany společnosti, médií a vlády.
Výsledky šetření:
- Aktivisté zastupující LGBT občany hlásí případy společenských předsudků, vč. harašmentu a hanlivých označení, a to i v médiích a v politice. V listopadu tohoto roku bylo sídlo LGBT organizace Helsinského výboru zdemolováno a dva aktivisté byli napadeni, když rozvěšovali symboly pochodu hrdosti.[13]

## Životní podmínky
| Legální stejnopohlavní styk                                                            | (1996)                  |
| Stejný věk legální způsobilosti k pohlavnímu styku pro obě orientace                   | (1996)                  |
| Antidiskriminační zákony v zaměstnání                                                  | (2019)                  |
| Antidiskriminační zákony v přístupu ke zboží a službám                                 | (2019)                  |
| Antidiskriminační zákony v ostatních oblastech (homofobní urážky, zločiny z nenávisti) | (2019)                  |
| Stejnopohlavní manželství                                                              | (Navržen ústavní zákaz) |
| Jiná forma stejnopohlavního soužití                                                    | No                      |
| Adopce dítěte partnera                                                                 | No                      |
| Společná adopce dětí stejnopohlavními páry                                             | No                      |
| Gayové a lesby mohou otevřeně sloužit v armádě                                         | Yes                     |
| Možnost změny pohlaví                                                                  | No                      |
| Přístup k umělému oplodnění pro lesbické ženy                                          | No                      |
| Náhradní mateřství pro gay páry                                                        | No                      |